# 建築工学科
建築工学科（けんちくこうがっか）とは、建築系学科で使用される学科名のひとつ。大学、専門学校、高等学校に設置例がある。この他に、職業能力開発校の訓練科にも設置例がある。なお、建築工学という名称も、建築音響工学など、建築学のうちの技術科学、理工学分野で使用される場合がある。

## 設置している施設

### 大学の例（2017年4月現在）
- 日本大学生産工学部建築工学科
- 日本大学理工学部海洋建築工学科
- 広島工業大学工学部建築工学科

### 専門学校の例（2010年8月現在）
- 東北電子専門学校建築工学科
- 専門学校東京テクニカルカレッジ建築工学科
- 札幌理工学院建築工学科
- 福岡建設専門学校建築工学科
- 東京工業専門学校 (専修学校)建築工学科
- 浅野工学専門学校建築工学科
- 中央工学校建築工学科
- 岡山科学技術専門学校建築工学科
- 東海工業専門学校金山校建築工学科
- 札幌理工学院建築工学科
- 麻生建築&デザイン専門学校建築工学科
- 仙台情報工科専門学校建築工学科（2011年度より仙台工科専門学校に変更予定）
- 九州工業技術専門学校建築工学科
- 福岡建設専門学校建築工学科
- 青山製図専門学校建築工学科

### 高等学校の例（2010年8月現在）
- 東京都立蔵前工科高等学校建築工学科（定時制）
- 奈良県立奈良朱雀高等学校建築工学科

### 職業能力開発校の例（2010年8月現在）
- 兵庫県立但馬技術大学校建築工学科
- 鹿児島立県宮之城高等技術専門校建築工学科
- 和歌山県立和歌山産業技術専門学院建築工学科

## かつて建築工学科を持っていた大学の例
大学の建築系学科で使用される学科名としては、本一覧で示すように少ないが、現在違う学科名の大学でも、かつて使用していた大学もある。大阪大学工学部では学科の再編により建築工学部門を建築工学コースとしている。芝浦工業大学は1966年から建築学科の他に建築工学科を設置していた。2017年に同大学建築学部開設に伴い、両学科を建築学科として統一し消滅。